# LaTeX
LaTeX, najčešće stilizirano kao LaTeX (čita se lateh) je programski jezik za pisanje strukturiranih tekstova i njihov automatski slog i prijelom u dokumente profesionalne kvalitete spremne za tisak. Nadogradnja je makro-jezika TeX Donalda Knutha. Za razliku od programa za obradu teksta s grafičkim sučeljem poput Microsoft Word ili LibreOffice Writer koji prikazuju tekst onako kako će izgledati u konačnom dokumentu, dokumenti se za LaTeX pišu kao običan tekst s dodanom semantičkom strukturom. Ovime se, posebno u većim dokumentima, postiže usredotečenost na sadržaj umjesto na izgled, ujednačenost izgleda, te brži i stabilniji rad. LaTeX je zbog duge tradicije i mnoštva predložaka prvi izbor za pisanje akademskih radova s matematičkim formulama i bogatom bibliografijom te se često koristi u znanstvenom i tehničkom izdavaštvu. TeX, LaTeX i njihove varijante poput XeTeXa i LuaTeXa te većina dodatnih paketa su slobodan softver s licencijom LaTeX Project Public License (LPPL).

## Uporaba
Datoteka oblikovana za kompiliranje u LaTeXu osim željenog teksta sadrži i upute o strukturi dokumenta: klasu odnosno predložak sveukupnog izgleda dokumenta, poput \documentclass[croatian]{book}, s dodanim globalnim osobinama poput jezika ili veličine papira, dodatne pakete za oblikovanje unutar naredbe \usepackage{...},  naslov dokumenta \title{Naslov dokumenta}, početak i kraj teksta označene s \begin{document} i \end{document} te između njih naslove poglavlja chapter{Naslov poglavlja}, potpoglavlja \section{Naslov potpoglavlja} i slično.   
Osnovna datoteka za dokument na hrvatskome jeziku iz sljedećeg primjera tako će u deklaraciji klase (article, book, scrarticle...) imati dodanu opciju croatian (1), pozvati paket za upravljanje jezicima babel (2), uz pomoć paketa inputenc deklarirati kodiranje datoteke kao utf8 (3) i kodiranje fonta uz pomoć paketa fontenc (4),  a onda – po želji – izabrati nestandardni font poput TeX Gyre Pagella uz pomoć paketa tgpagella ili uvesti dodatne stilove iz paketa classicthesis ako se omogući kôd u retcima (5–6) uklanjanjem znaka % kojim se označavaju komentari:
| \documentclass[croatian]{article} \usepackage{babel} \usepackage[utf8]{inputenc} \usepackage[T1]{fontenc} %\usepackage{tgpagella} %\usepackage{classicthesis} \begin{document} \title{Šuma Striborova} \author{Ivana Brlić Mažuranić} \date{1916.} \maketitle \section{Lijepe li guje} Zašao neki momak u šumu Striborovu, a nije znao da je ono šuma začarana i da se u njoj svakojaka čuda zbivaju. Zbivala se u njoj čuda dobra, ali i naopaka---svakome po zasluzi. ... \end{document} |

Imenuje li se datoteka iz primjera stribor.tex, dokument za ispis u formatu PDF dobit će se kompiliranjem naredbom   
```
pdflatex
 
stribor.tex

```

Za složenije dokumente koji uključuju slike, tablice, indeks, sadržak ili reference, kompilaciju će trebati zaredom pokrenuti nekoliko puta, ponekad uz istovremeno pokretanje programa poput bibtex ili biber za sređivanje bibliografije.  
Sintaksa pisanja matematičkih formula iz LaTeXa postala je de facto standard u razmjeni dokumenata. Na Wikipediji se tako sve formule unose u njegovu formatu, pa kôd  
```
\frac
{
\partial
 Q
}{
\partial
 t
}
 = -
\kappa
 
\oint
_
S 
\vec
{
\nabla
}
T 
\cdot
 d
\vec
{
S
}

```

nakon kompiliranja i u LaTeXu i na Wikipediji daje formulu 
{\displaystyle {\frac {\partial Q}{\partial t}}=-\kappa \oint _{S}{\vec {\nabla }}T\cdot \mathrm {d} {\vec {S}}}
Kôd oblikovan za LaTeX može se pisati i u najjednostavnijem programu za uređivanje teksta, no zbog udobnosti i brzine najčešće se rabe specijalizirani programi (TeXmaker, TeXStudio, Kile i dr.). Overleaf je internetska stranica na kojoj se kôd piše u jednom dijelu prozora dok se u drugom, gotovo u stvarnom vremenu, može vidjeti izgled kompiliranog dokumenta. LyX je pak hibridni program s grafičkim sučeljem koji nalikuje potpunom programu za obradu teksta, tako da se vidi i približni format teksta i umetnute slike, i za koji nije potrebno poznavanje kodiranja u LaTeXu. LyX proizvodi čisti kôd koji se šalje na kompiliranje u LaTeXu.
Zajednica korisnika LaTeXa je brojna; mnogi od njih rado pomažu drugima na internetskim forumima, dajući rješenja i za najnaprednije probleme.

## Povijest
LaTeX je napisao Amerikanac Leslie Lamport kao zaposlenik tvrtke SRI International ranih 1980-ih. Od tada je postao glavni vid korištenja TeXa, makro-jezika za formatiranje dokumenata na niskoj razini. 

## Distribucije
Trenutno postoji nekoliko popularnih distribucija koje uključuju LaTeX (uz TeX i inačice XeTeX i LuaTeX) i tisuće dodatnih paketa za klase dokumenata, posebno oblikovanje, podršku za jezike. 
- TeX Live,[9] MiKTeX[10] – multiplatformske distribucije (Windows, Unix i Linux, macOS)
- MacTeX[11] – distribucija za operacijski sustav macOS, zasnovana na distribuciji TeX Live
- proTeXt,[12] W32TeX[13] – distribucije za operacijski sustav Windows

## Vanjske poveznice
- Š. Ungar (2002.) Ne baš tako kratak uvod u TeX, s naglaskom na LaTeX 2ε
- T. Oetiker, H. Partl, I. Hyna, E. Schlegl (2018.) The Not So Short Introduction to LaTeX 2ε